# پناهگاه صخره‌ای کلک رو ۲
پناهگاه صخره‌ای کلک رو ۲ مربوط به دوران پارینه‌سنگی جدید است و در شهرستان رومشکان، بخش مرکزی، شهر چغابل واقع شده و این اثر در تاریخ ۲۸ اسفند ۱۳۸۵ با شمارهٔ ثبت ۱۸۴۹۷ به‌عنوان یکی از آثار ملی ایران به ثبت رسیده است.